# هيدرومورفينول
هيدرومورفينول (Hydromorphinol) 14ـ هيدروكسى ثنائى هيدرومورفين 14 - hydroxydihydromorphine مثل : (N.I.H - 7472) هو يماثل الأفيون الذي هو مشتق من المورفين، حيث نجد في الموقع - 14 الهيدروكسيل و7،8- الرابطة المزدوجة المشبعة. وهو له نفس تاثير المورفين مثل تخدير، تسكين واكتئاب الجهاز التنفسي، ولكن هو أكثر قوة ويحتوي على منحنى حاد بين الجرعة والاستجابة وتدوم مدة أطول فترة نصف العمر.
مسكن ألم من زمرة الأفيونات، وينتمي إلى الأفيونات نصف المصنعة.

## الصيغة الكيميائية
C17H21NO4

## الاستقلاب
كبدي